# Jeans
För andra betydelser, se Jeans (olika betydelser).
Jeans är slitstarka byxor av denimtyg med nitar som förstärkning av sömmar utsatta för stor påfrestning. Senare har denim använts även för andra klädesplagg än byxor, varvid begreppet jeans har kommit att användas i semantiskt överförd betydelse i begrepp som jeansjackor och jeanskjolar. Denim kallas därför också för jeanstyg.

## Historia

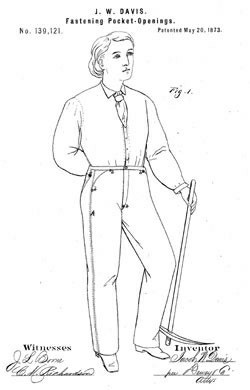
patent US 139121

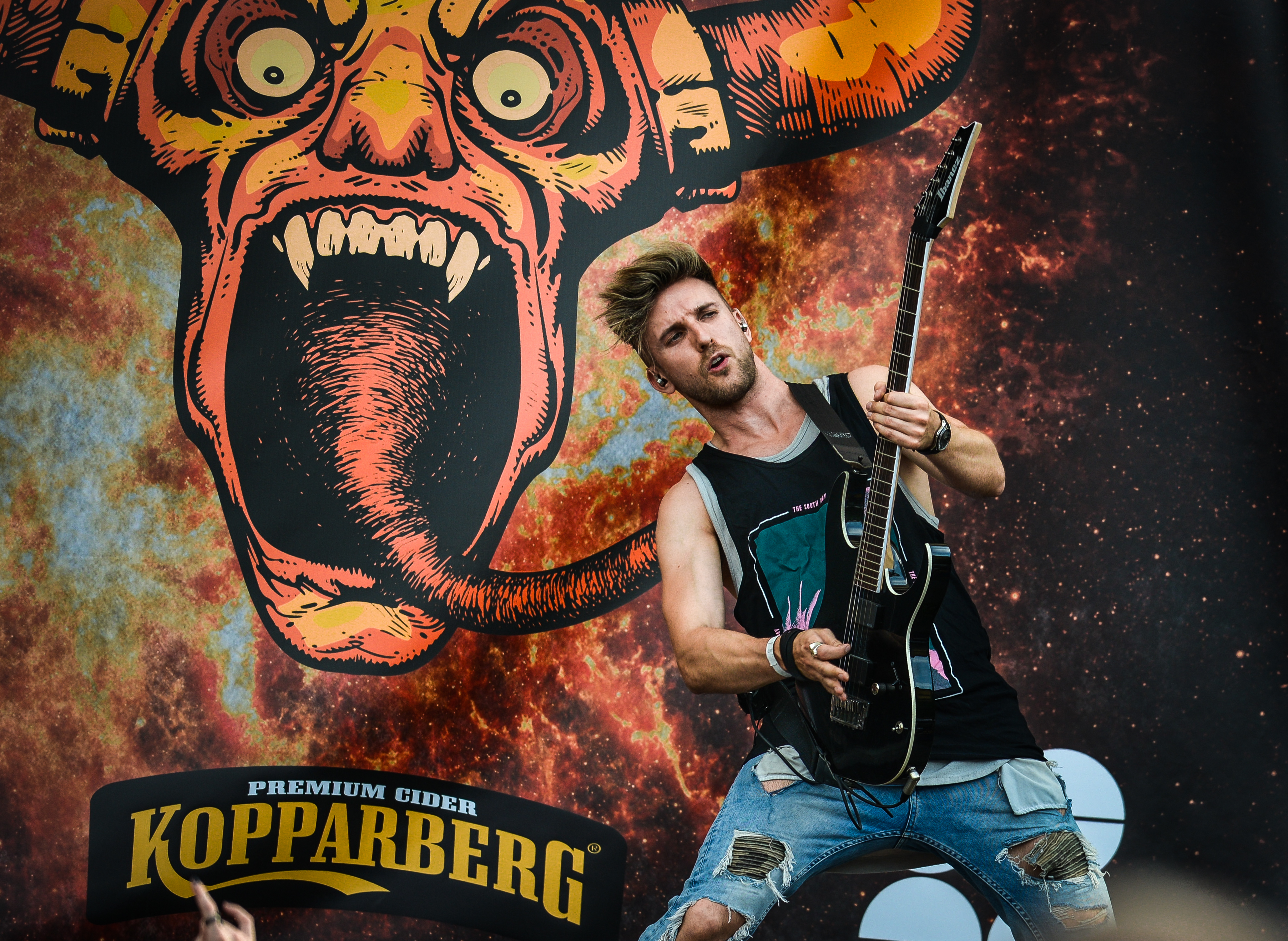
Per Bergquist i Smash Into Pieces med trasriktiga modejeans under ett gig i Kungsträdgården 2018.

### Förhistoria
På sent 1400-tal tillverkades i den norditalienska sjöfartsstaden Genua tåliga sjömanskläder sydda av kraftigt bomullstyg. Det var dock ofärgat. 300 år senare följde tyget med över Atlanten, tillsammans med det ur det franska språket bildade namnet på tyget. Staden Genua heter Gênes på franska, varav ett äldre adjektiv jene och på engelska jean.

### Levis, blåjeans
Jeansen skapades 1872 i San Francisco av Levi Strauss tillsammans med skräddaren Jacob Davis. Nitarna var egentligen Davis idé, men han saknade pengar för finansiering av en patentansökan, varför Strauss hjälpte till ekonomiskt. Patentet beviljades den 20 maj 1873 (patent nr US 139121).
Det är tänkbart att Levi Strauss och Jacob Davis hade genuesiska sjömansbyxor som förebild när de skapade sina "guldgrävarbyxor". När Levi Strauss övergick till blått tyg i sin byxtillverkning kallade han det serge de Nîmes (twill från Nîmes), vilket i USA förenklades till denim. Detta innebar ett grovt, slitstarkt bomullstyg, men numera inte nödvändigtvis blått. Den franska staden Nîmes var dock sedan 1700-talet känd för tillverkning av blåfärgade bomullstyger med textilbindningen kypert, diagonalvävt tyg, i dagligt tal kallad "twill" och på franska serge. När jeansen först lanserades i Sverige användes även uttrycket "farmarkalsonger"; detta ord försvann dock tämligen omgående.
Jeansen, som från början syddes i brunt tyg, blev snabbt populära bland guldgrävare, cowboyer och andra arbetare som behövde slitstarka byxor. Hans företag Levi Strauss & Co började sälja byxorna under namnet Levi's och har sedan dess varit världsledande. Jeansen blev senare en del av rock'n'roll-kulturen och blev populära världen över. Under slutet av 1900-talet har de blivit en modedetalj snarare än arbetskläder.

### Internationell spridning, utveckling
Benämningen jeans började användas i Europa först under 1930-talet. Europeisk tillverkning av dessa byxor kom inte igång förrän 1948, och då enbart i herrstorlekar. I Europa började tillverkning av damstorlekar 1956.
Kända jeanstillverkare, tillsammans med Levi's, är Acne, Crocker, Diesel, Gul & Blå, Lee, Nudie, Replay, Wrangler, Cheap Monday, Neuw, Denim och G-Star.
När jeans blir slitna framträder inslagstrådarna, som är vita i denim, mer än på nytt tyg. Ett tag blev det bland ungdomar ett mode att jeansen skulle se slitna ut. Som ett försäljningsargument tumlade då företagsamma tillverkare helt nya byxor med stenar i en tvättmaskin, varvid de eftersträvade ljusa fläckarna slets fram. Därav uppstod nyordet "stentvättat".

## Gifter
Ett test av jeans 2009 visade att de innehåller höga halter av gifter som bly, kvicksilver, allergiframkallande dimetylfumarat och nonylfenoletoxilater. De enda jeans som var utan gifter var Miss Sixty och Crocker I detta test visade det sig att märkena Wrangler och Nudie Jeans hade högre halter än 0,1 mg/kg av Dimetylfumarat, som är den tillåtna gränsen. Ett par Nudie Jeans hade i detta test en halt på fem gånger högre än det tillåtna värdet. Nudie Jeans gjorde efter detta en internutredning och fler tester, resultaten visade att det enda paret i den leveransen hade förorenats av anti-mögelmedlet Dimetylfumarat, då anti-mögelmedlet inte används i Nudie Jeans produktionen, och kunde inte hittas på andra jeans i produktionen trots flertalet tester.
Jeans avsedda för barn visade sig 2013 en andel på 9 av 10 jeans innehålla gifter som nonylfenoletoxilat som är förbjudet inom EU utom för import och som vid nedbrytning omvandlas till det hormonstörande nonylfenol, allergi- och cancerframkallande anilin.  En ytterst liten mängd kan starta en allergisk reaktion hos känsliga personer. Tillverkningsländerna är Tunisien, Pakistan, Bangladesh och Kina. Branschorganisationen textilimportörerna rekommenderar att hålla nivån under 100 mg/kg.  Analys visar dock att halten i Cubus jeans ligger på 140 mg/kg. Jeans från Åhléns 85 mg/kg och Esprit 80 mg/kg. En undersökning våren 2013 av den tyska konsumenttidningen Öko-Test hittade förbjudna arylaminer och formaldehyd.